# Viola variegata
Viola variegata är en violväxtart som beskrevs av Fisch. och Heinrich Friedrich Link. Viola variegata ingår i släktet violer, och familjen violväxter. Inga underarter finns listade i Catalogue of Life.

## Bildgalleri

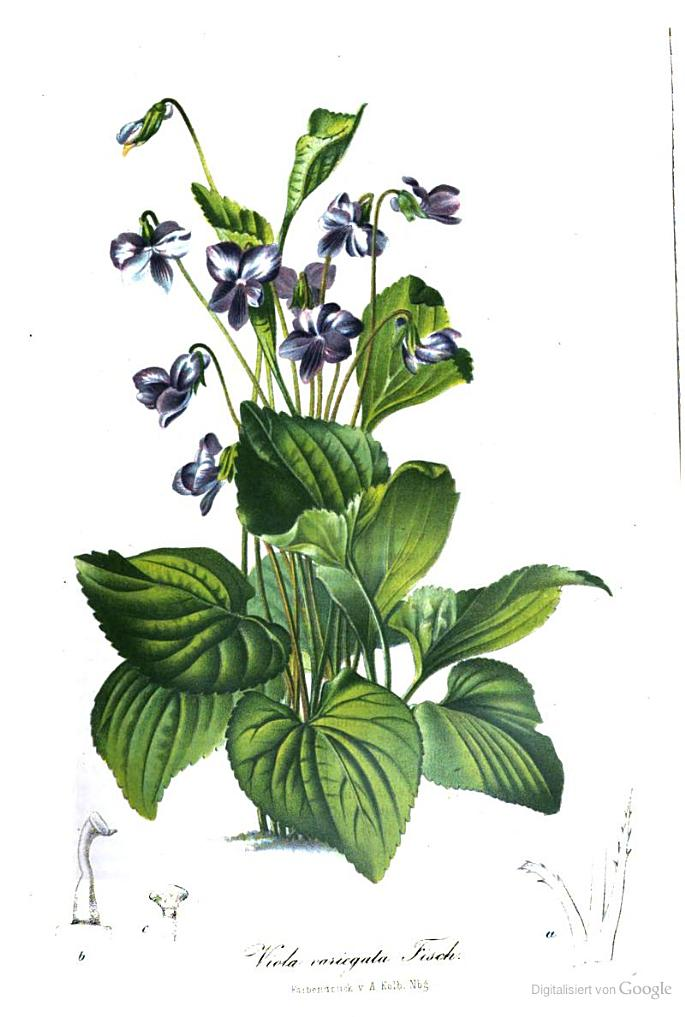